# Voûte en éventail
Pour les articles homonymes, voir Éventail (homonymie).

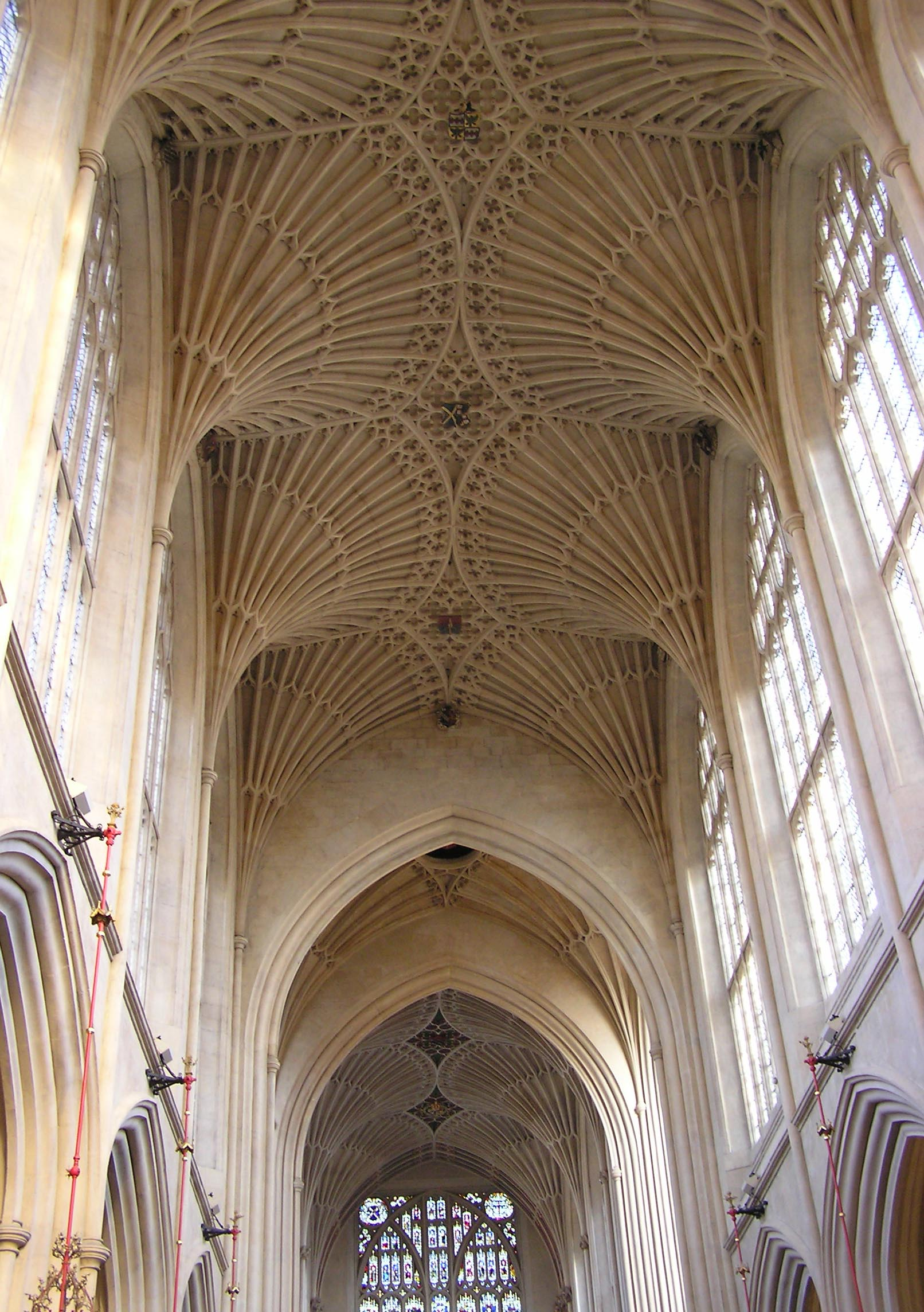
Voûtes en éventail de la nef de l'abbaye de Bath, en Angleterre. Construite en pierre locale de Bath, il s'agit d'une restauration victorienne (dans les années 1860), du toit d'origine de 1608.

Une voûte en éventail est une forme de voûte utilisée dans le style gothique perpendiculaire où les nervures ont toutes la même courbe et sont équidistantes, à la manière d'un éventail. L'invention et la diffusion de cet élément décoratif sont fortement associés à l'Angleterre.
Le premier exemple, datant de l'année 1351, peut être vu dans le déambulatoire sud du cloître de la cathédrale de Gloucester construit par Thomas de Cambridge. Au XIVe siècle, la structure est connue sous le nom d'« abbatiale de Gloucester ».
Un exemple tardif, en 1640, est la voûte de l'escalier de Christ Church, à Oxford. La plus grande voûte en éventail du monde peut être vue dans la chapelle de King's College à Cambridge.

## Naissance de la voûte en éventail
La voûte en éventail est attribuée au développement de Gloucester au milieu du XIVe siècle. Le plus ancien exemple subsistant est le cloître de la cathédrale de Gloucester. D'autres voûtes en éventail précoces existent à Gloucester, ce qui suppose l'activité de plusieurs maîtres maçons du XIVe siècle dans cette région, qui ont vraiment créé la voûte en éventail et expérimenté des formes de son utilisation précoce.

## Liste des bâtiments avec une voûte en éventail

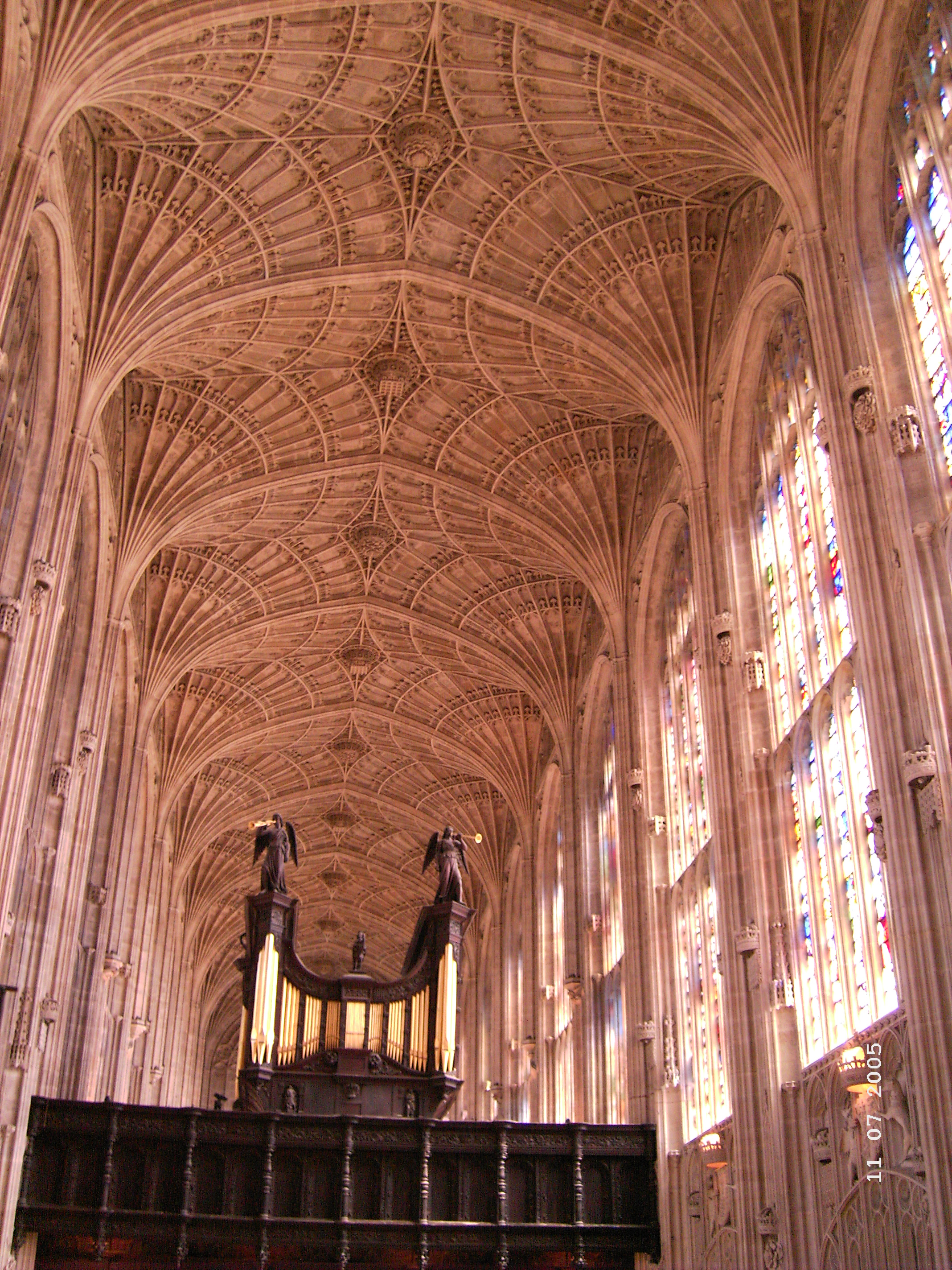
King's College (Cambridge).
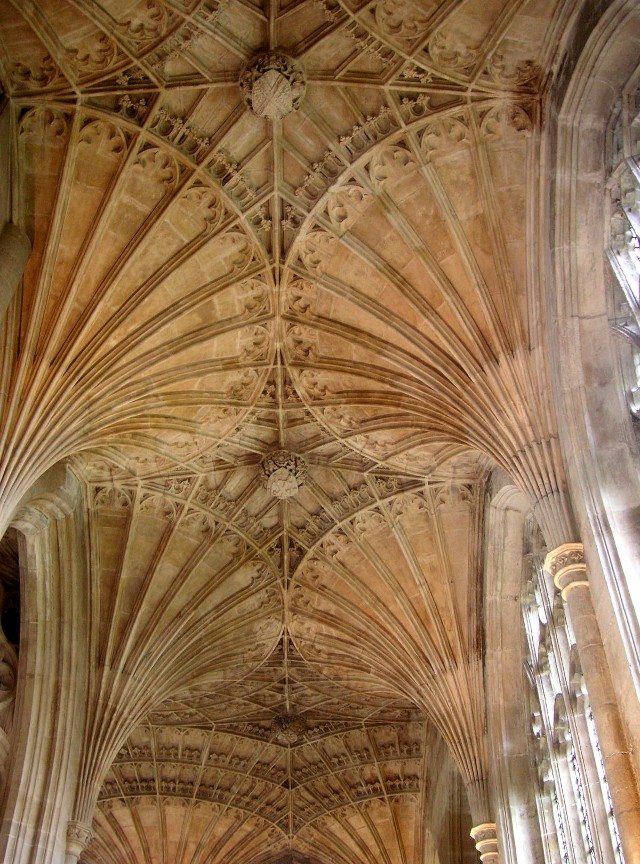
Cathédrale de Peterborough.
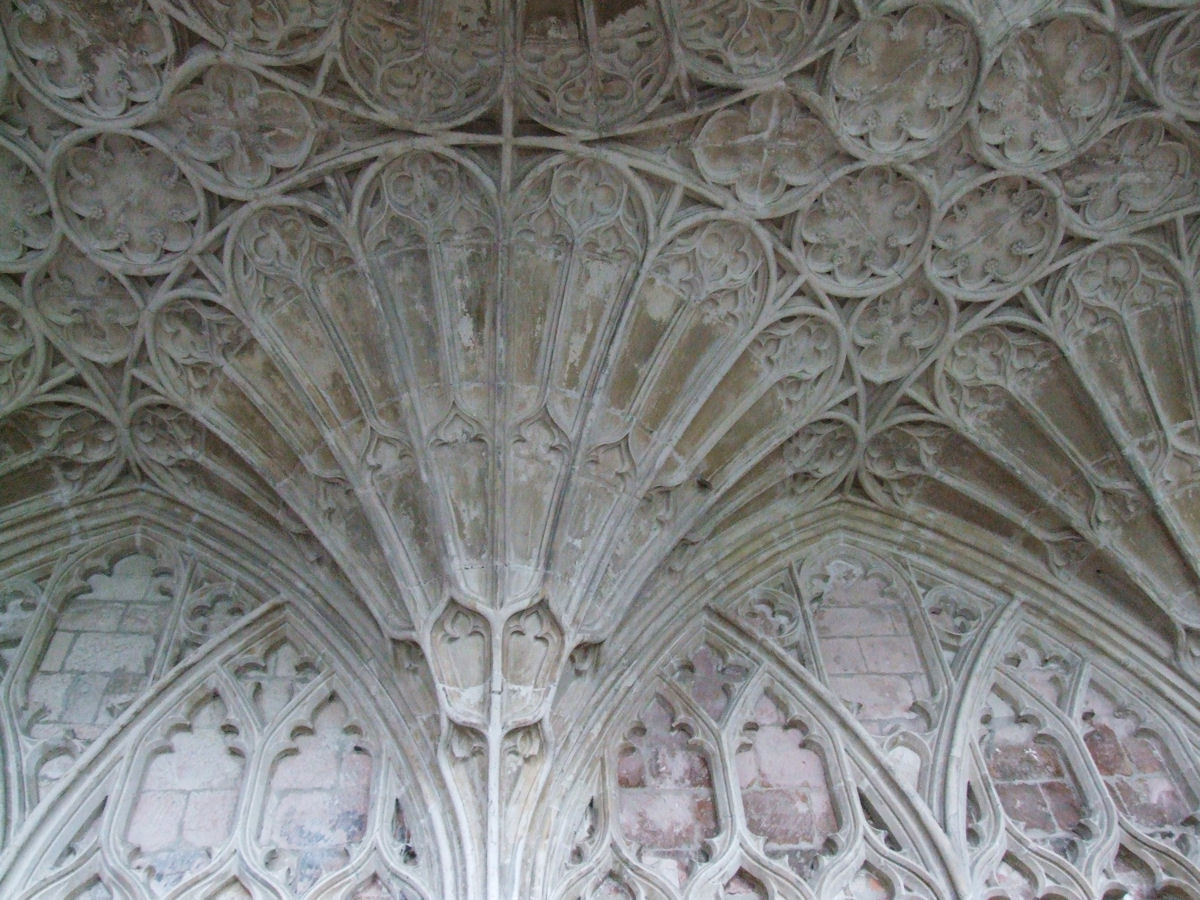
Cathédrale de Gloucester.
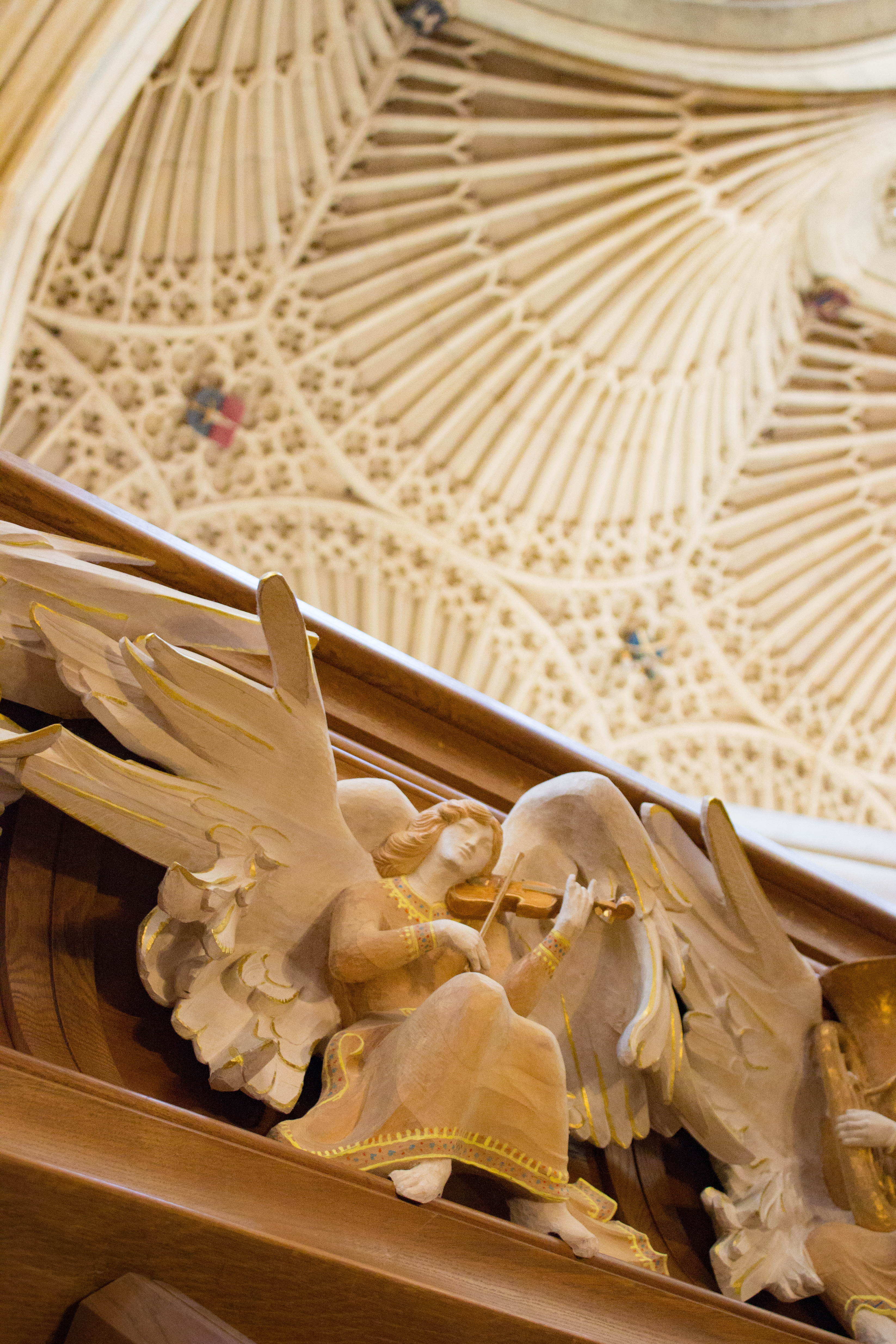
Abbaye de Bath.
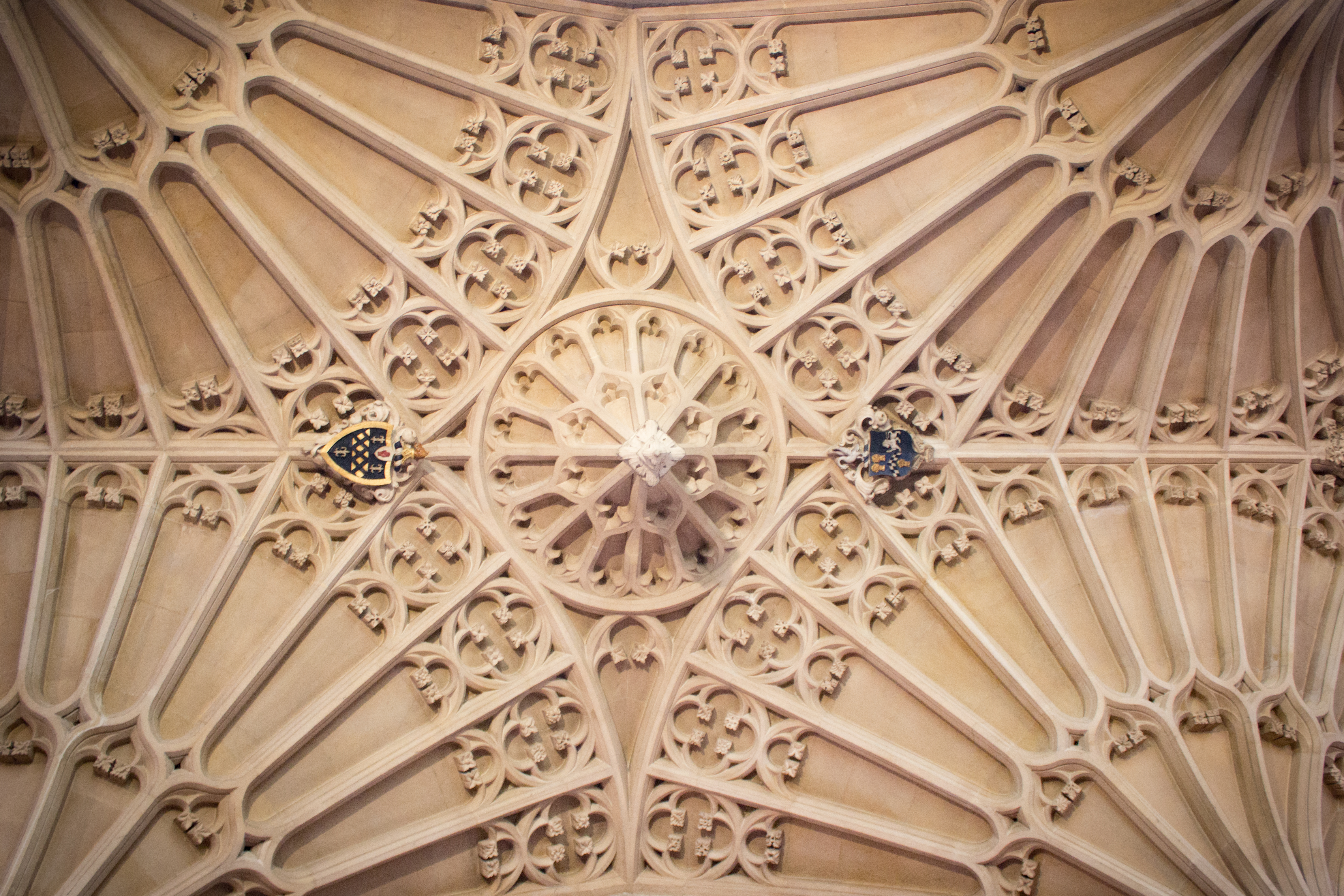
Abbaye de Bath.

- King's College Chapel à Cambridge, la plus grande voûte en éventail du monde
- Cathédrale de Gloucester, cloîtres
- Cathédrale de Canterbury,
- Abbaye de Bath, Somerset, en Angleterre, nef et chœur
- Lady Chapelle d'Henry VII, abbaye de Westminster, Londres, en Angleterre, 1503-1519[4]
- Christ Church (Oxford), escalier dans le grand hall
- Chapelle de Saint George, Windsor, croisée
- Cathédrale de Peterborough, Cambridgeshire
- abbaye de Sherborne, nef
- Église de Saint Jean Baptiste, Cirencester, porche et chapelle nord
- Église de Saint Andrew, Cullompton, bas-côté sud
- Église de Sainte Mary, Ottery St Mary, nef
- Chapelle Dean, église collégiale de Sainte Mary, Warwick
- Cathédrale de la Sainte-et-Indivisible-Trinité d’Ely, chapelle
- Cathédrale Saint-André de Wells